# Cultura Uluzziana

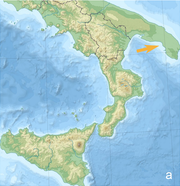
Bahía de Uluzzo en relación con el Golfo de Tarento.

La cultura Uluzziana es una cultura arqueológica de transición entre el Paleolítico Medio y el Paleolítico Superior, encontrada en Italia y Grecia.
Ha sido fechada por Katerina Douka con una duración de 45.000 a 39.500 años antes del presente (BP) ; A veces se da el rango de fechas 45.000-37.000, lo que hace que la erupción de la Ignimbrita Campaniense (37.330 BP) entre en escena.
Extensión geográfica: En Italia: Apulia (la Grotta del Cavallo y la cueva de Uluzzo), Basilicata, Campania, Calabria, Toscana y Fumane (el punto más al norte). Fuera de Italia, solo en Argolis, Grecia (la cueva de Klissoura).

## Descubrimiento

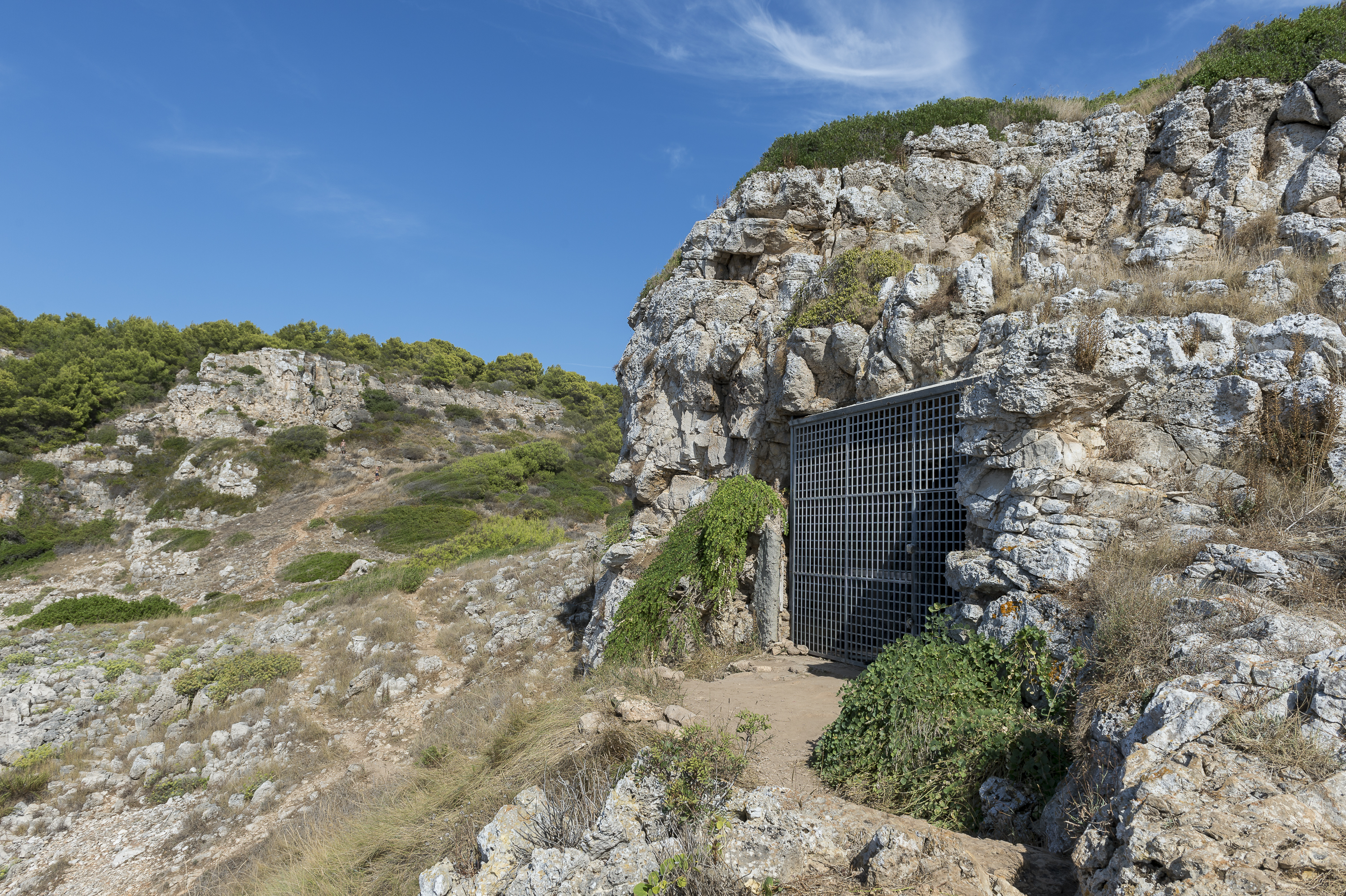
Entrada a la Grotta del Cavallo (foto: Thilo Parg, 2019).

Las excavaciones realizadas en 1963 por Arturo Palma di Cesnola en la Grotta del Cavallo ("Cueva del Caballo"), en el sur de Italia, sacaron a la luz los primeros restos que posteriormente se denominaron "uluzzianos". La cueva se encuentra en la península de Salento, en Puglia, con vistas al golfo de Tarento. Los únicos restos humanos fueron dos dientes caducos (Cavallo B y Cavallo C) del yacimiento uluzziano de Grotta del Cavallo identificados como humanos por (Benazzi et al., 2011). Estos dientes, datados entre 43.000 y 45.000 años antes de Cristo, son los restos más antiguos que se conocen actualmente de humanos modernos en Europa.

## Transición del Paleolítico Medio al Superior

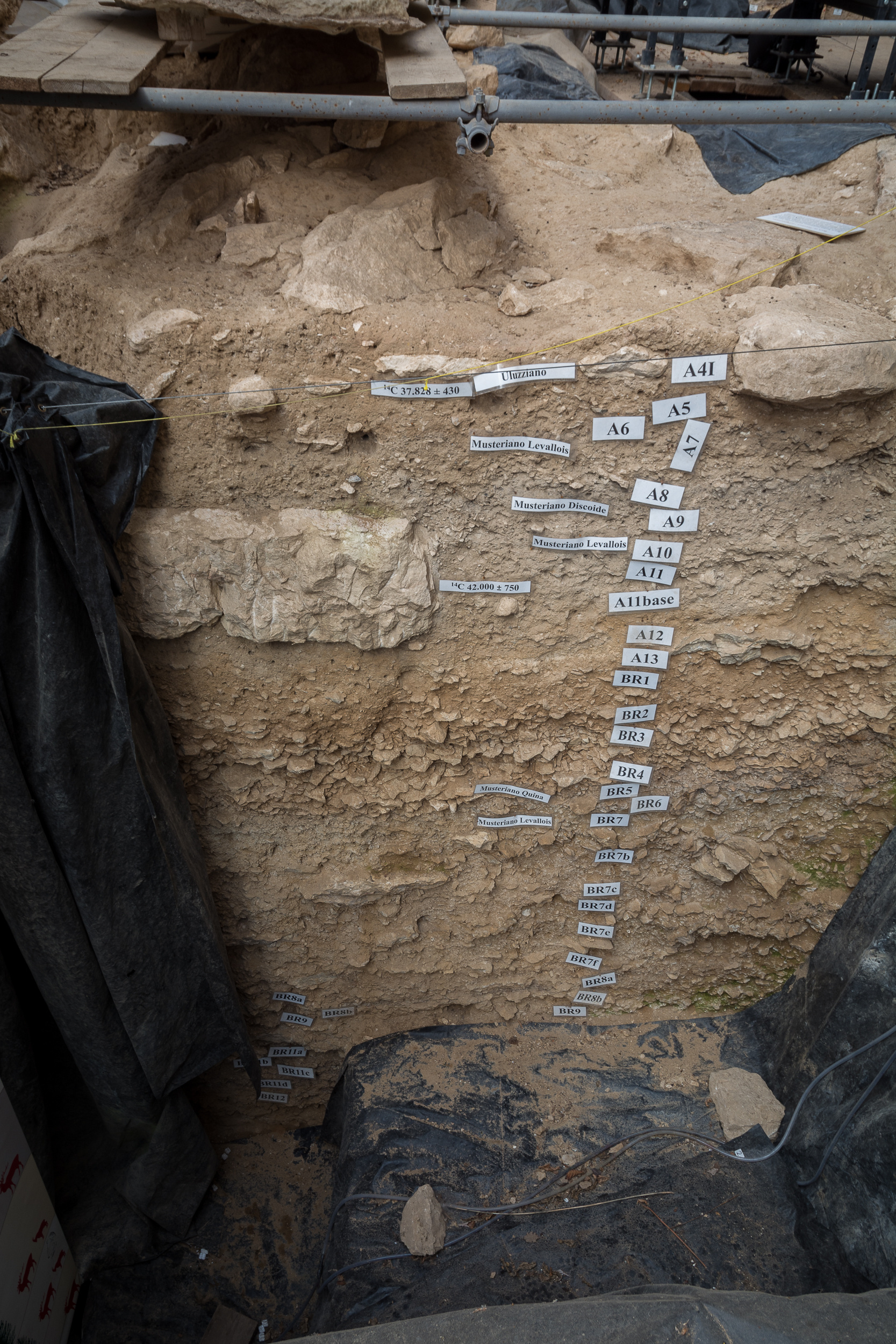
Estratigrafía de depósitos en el suelo de la cueva Fumane (foto: Thilo Parg, 2014).

El Uluzziano es uno de los varios tecno-complejos considerados como "conjuntos transicionales": El Uluzziano, el Châtelperroniano, el Szeletiano y el Lincombiano-Ranisiano-Jerzmanowskiano.

## Cultura
Los uluzzianos fabricaban y usaban cuentas de conchas de moluscos marinos como escafópodos, caracoles ( Columbella rustica, Cyclope neritea ) y otras especies.